# Juliaca (djur)
Juliaca är ett släkte av insekter. Juliaca ingår i familjen dvärgstritar.

## Dottertaxa tillJuliaca, i alfabetisk ordning[1]
- Juliaca aureocincta
- Juliaca bilineata
- Juliaca carbuncula
- Juliaca chapini
- Juliaca cinctella
- Juliaca clandestina
- Juliaca collata
- Juliaca cruenta
- Juliaca deanna
- Juliaca dorsigutta
- Juliaca dorsisignata
- Juliaca furtiva
- Juliaca homalina
- Juliaca huasima
- Juliaca kelainops
- Juliaca lepida
- Juliaca limboclavula
- Juliaca melichari
- Juliaca mimula
- Juliaca naevula
- Juliaca ornatula
- Juliaca pedisequula
- Juliaca peragilis
- Juliaca pergrata
- Juliaca phalacra
- Juliaca pulla
- Juliaca quadrigula
- Juliaca satelles
- Juliaca scalarum
- Juliaca sertigerula
- Juliaca simoni
- Juliaca striatella
- Juliaca suturalis
- Juliaca tigrinula
- Juliaca transversula
- Juliaca vargasi